# Maud Barger-Wallach
Maud Barger-Wallach, född 15 juni 1870 i New York, död 2 april 1954, var en amerikansk högerhänt tennisspelare.

## Tenniskarriären
Maud Barger Wallach var en USA:s bästa kvinnliga tennisspelare under 1900-talets första årtionde. Hon fortsatte att spela tennis också under 1910-talet och rankades som bäst som nummer 5 (1915). 
Hon nådde 1906 första gången finalen i Amerikanska mästerskapen som vid den tiden spelades vid Chestnut Hills. Hon förlorade matchen till Helen Homans (4-6, 3-6). År 1908 nådde hon åter finalen i samma turnering och mötte där titelförsvararen Evelyn Sears i the Challenge Round. Barger-Wallch vann med 6-3, 1-6, 6-3 och blev därmed, vid 38 års ålder turneringens dittills äldsta mästarinna. Det rekordet övertogs 1926 av Molla Mallory som då var 42 år gammal. 
År 1909 spelade hon åter singelfinal som hon förlorade till Hazel Hotchkiss Wightman (1-6, 0-6) som därmed vann sin första av 4 titlar.

## Spelaren och personen
Maud Barger-Wallach började spela tennis först i trettioårsåldern. Hon hade en god forehand men en sämre  backhand. Hazel Hotchkiss Wightman berättade efter sin finalseger 1909 att hon pressade Barger-Wallach på backhandsidan och vann lätt med den taktiken.
Huvudsakligen på grund av "lobbyverksamhet" av Barger-Wallach infördes rankingsystem för damer i amerikansk tennis  1913. 
Maud Barger-Wallach upptogs 1958 i International Tennis Hall of Fame. Hon är begravd i Newport, inte långt från Newport Casino, där Hall of Fame är belägen.

## Grand Slam-titlar
- Amerikanska mästerskapen
  - Singel - 1908